# Assuan-Staudamm
Der Assuan-Staudamm (auch als Assuan-Hochdamm bezeichnet), genannt es-Sadd el-Ali (arabisch السد العالي, DMG as-Sadd al-ʿālī ‚Hochdamm‘), befindet sich im südlichen Ägypten (Oberägypten) etwa 13 Kilometer südlich bzw. stromaufwärts der Stadt Assuan und staut den Nil zum Nassersee auf, der sich bis in den Sudan erstreckt, wo er Nubia-See heißt.
Der Stausee hat eine Kapazität von 135 bis 169 Kubikkilometer Wasser. Baubeginn war 1960. Am 21. Juli 1970 war der Damm fertiggestellt. Er wurde aber erst am 15. Januar 1971 von Gamal Abdel Nassers Nachfolger Anwar el-Sadat feierlich eröffnet. Die Füllung des später Nassersee genannten Stausees war erst 1976 beendet.
Das Projekt kostete umgerechnet etwa 2,2 Milliarden Euro. 451 Menschen verloren im Zusammenhang mit den Baumaßnahmen ihr Leben.

## Alte Staumauer
Etwa sieben Kilometer südwestlich von Assuan befindet sich die alte Staumauer. Sie wurde zwischen 1898 und 1902 nach einem Entwurf von William Willcocks und nach Plänen von Benjamin Baker und William Edmund Garstin durch die Firma John Aird & Co. errichtet. Ziel war es, die Wassermassen des Nils vor allem beim jährlichen Hochwasser so zu regulieren, dass in der anschließenden Niedrigwasserphase ausreichend Wasser für die bereits auf ganzjährige Kanalbewässerung umgestellten Felder verfügbar war. Am 10. Dezember 1902 wurde der (heute: alte) Damm in Betrieb genommen.

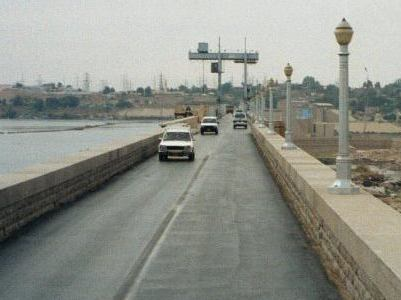
Alte Staumauer in Assuan (2001)

Das Bauwerk besteht aus Granitblöcken und Bruchsteinmauerwerk, ist an der Sohle 35 Meter, an der Krone 9 Meter breit und etwa 1965 Meter lang. In den Jahren 1907–1912 und 1929–1933 wurde der Damm auf 36 Meter erhöht. Durch 180 Durchlässe konnte der Wasserstand reguliert werden und auch der für die ägyptische Landwirtschaft wichtige, sehr fruchtbare Nilschlamm konnte die Sperre passieren.
Das seinerzeit weltweit größte Bauwerk seiner Art erwies sich bald als zu klein. Trotz der beiden nachträglichen Erhöhungen auf ein Stauvolumen von 5000 Mio. m³ (fünf Kubikkilometer) konnte es kaum den Bedarf der ganzjährigen Kanalbewässerung decken. Es war nicht in der Lage, eine niedrige Flut auszugleichen oder gar zwei Jahre mit besonders niedrigen Wasserständen zu überbrücken – Ereignisse, die seit pharaonischen Zeiten immer wieder zu großen Hungersnöten geführt hatten und bei der inzwischen auf ein Vielfaches gestiegenen Bevölkerung katastrophale Folgen gehabt hätten.

## Neuer Staudamm

### Vorgeschichte
Schon um 1900 hatten die Briten Überlegungen angestellt, wie geringe Wasserstände ausgeglichen werden und den Feldern in Ägypten zusätzliches Wasser zugeführt werden könnte. Bereits damals wurde eine Aufstauung des Tanasees und des Victoriasees, ein Kanal entlang des Sudds und ein Reservoir im Weißen Nil oberhalb Khartum in Erwägung gezogen. Diese Maßnahmen stießen jedoch auf vielfältigen Widerstand, lediglich der Jebel-Aulia-Damm wurde gebaut und 1937 in Betrieb genommen, um einen gewissen Ausgleich für Niedrigwasserstände zu schaffen.
Harold Edwin Hurst griff diese Ideen wieder auf. Er hatte 1915 als Leiter der naturwissenschaftlichen Abteilung des Bauministeriums (Ministry of Public Works) mit der jahrzehntelangen Erforschung und Dokumentation der hydrologischen Verhältnisse des Nils und seiner Zuflüsse begonnen. Gestützt auf diese riesige Datensammlung legte er kurz vor seiner Pensionierung 1946 ein Konzept der Century Storage vor, mit dem eine Niedrigwasserperiode, wie sie voraussichtlich im statistischen Mittel einmal alle hundert Jahre vorkommt, durch die genannten Maßnahmen an den beiden Quellflüssen überbrückt und dadurch Ägypten vor immensen Schäden bewahrt werden könnte.
Bei der Ermittlung des dafür erforderlichen Stauvolumens entdeckte Hurst das später nach ihm benannte Phänomen, dass sich aus seinen empirischen Daten eindeutig ein größeres Volumen ergab, als es nach den damals gebräuchlichen theoretischen Berechnungsmethoden zu erwarten gewesen wäre. Hurst entwickelte seine Erkenntnisse über dieses Phänomen in Veröffentlichungen der Jahre 1951, 1952 und 1965 weiter, was zu Anpassungen der mathematischen Statistik führte und Benoît Mandelbrot zu Arbeiten über das Hurst-Phänomen veranlasste, die schließlich zum Hurst-Exponent führten.

### Planung, Finanzierung, Bau
Adrian Daninos entwickelte im Jahr 1947 die Idee für ein Projekt eines einzigen großen Staudammes oberhalb von Assuan und stellte dieses im Jahr darauf der ägyptischen Regierung unter König Faruq vor. Diese zeigte jedoch zunächst kein Interesse an einer Realisierung. Erst nach dem Sturz Faruqs im Jahre 1952 fanden die Vorschläge Beachtung. Muhammad Nagib und Gamal Abdel Nasser entschieden sich schnell für die Idee eines großen Dammes, der allein durch Ägypten kontrolliert werden konnte, anstelle mehrerer Stauseen auf den Gebieten anderer Staaten.

NASA-Satellitenbild des Hochdamms von Assuan

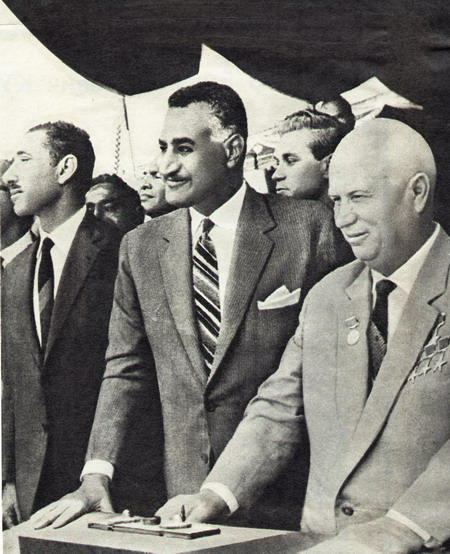
Nasser und Chruschtschow leiten 1964 die Füllung des Stausees ein.

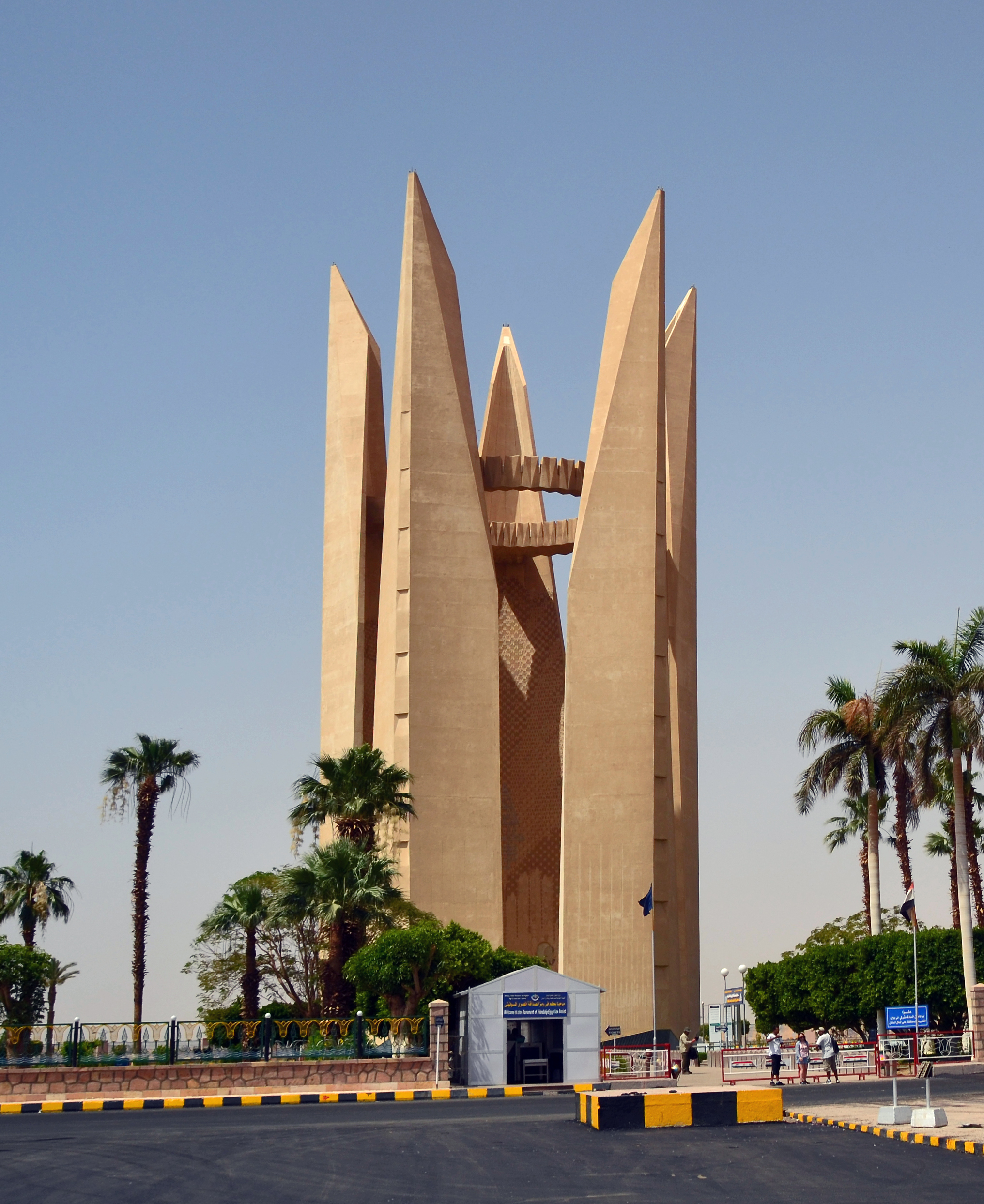
Denkmal der ägyptisch-sowjetischen Freundschaft am westlichen Ende des Dammes

Hurst hatte inzwischen das notwendige Stauvolumen mit 37 km³ für die Bewässerung während eines Jahres, 90 km³ für die Bevorratung (Century Storage) und 30 km³ Vorsorge für die Sedimentationsverluste ermittelt. Später wurde das Gesamtvolumen um weitere 6 km³ auf insgesamt 163 km³ erweitert. Großräumige Vermessungen auch mit dem Flugzeug zeigten, dass dieses Volumen bei einer maximalen Stauhöhe von 183 m ü. d. M. erreichbar war. Wie sich herausstellte, konnte man auf ein weiteres Volumen für die bei Talsperren übliche Sicherheitsreserve zum Schutz vor extremen Fluten verzichten, da ein Wadi zur Toshka-Senke etwa 260 km flussaufwärts als Hochwasserentlastungsrinne dienen konnte.
Im Jahr 1954 gab es Verhandlungen über ein Angebot von Hochtief und Rheinstahl Union Brückenbau für einen Steinschüttdamm und ein Kraftwerk mit acht Turbinen. Allerdings fehlte die Finanzierung der auf insgesamt 2,1 Milliarden DM geschätzten Kosten des Projektes, das auch eine Stickstofffabrik umfassen sollte. Die USA und Großbritannien stellten im Dezember 1955 einen Beitrag von 70 Millionen US-Dollar in Aussicht. Die USA zogen ihre Bereitschaft aber schon sieben Monate später wieder zurück, weil die ägyptische Regierung 1956 die Volksrepublik China offiziell anerkannte und ihre Neutralitätspolitik den Unwillen der USA erregte. Damit stand auch eine Finanzierung durch die Weltbank nicht mehr zur Diskussion. Nasser verstaatlichte daraufhin den Sueskanal, unter anderem, um den Dammbau finanzieren zu können, überstand die Sueskrise und erhielt die Unterstützung der Sowjetunion, die um Einfluss auf dem afrikanischen Kontinent bemüht war und den Damm ebenso wie die ägyptische Regierung als Prestigeprojekt betrachtete.
Da der Stausee auch große Teile des Niltales südlich der Landesgrenze überschwemmen würde, schloss Ägypten 1959 mit dem Sudan ein Abkommen: Auf der Grundlage eines angenommenen jährlichen Zuflusses von 84 km³ und einer Verdunstung von 10 km³ wurden die verbleibenden 74 km³ unter den beiden Staaten aufgeteilt, wobei Ägypten 55,5 km³ und dem Sudan 18,5 km³ zustehen sollten. Außerdem hatte Ägypten die Kosten der Umsiedlung der betroffenen Bevölkerung zu tragen. In diesem Zusammenhang wurde der Khashm-el-Girba-Damm gebaut, um den etwa 50.000 hauptsächlich nubischen Einwohnern aus der Gegend von Wadi Halfa in dem Projekt New Halfa eine neue Lebensgrundlage zu geben.
Die vom ägyptischen Teil des Nil verdrängten ebenfalls etwa 50.000 Einwohner wurden überwiegend in Kom Ombo angesiedelt.
Die Unterstützung durch die Sowjetunion umfasste außer der Finanzierung auch die Planung des Dammes durch das russische Institut Hydroprojekt, die Entsendung von rund 2.000 sowjetischen Ingenieuren und die Lieferung eines großen Teils der benötigten Baugeräte. Auf ägyptischer Seite war Osman Ahmed Osman mit seinem Unternehmen Arab Contractors maßgeblich an der Durchführung der Bauarbeiten beteiligt, bei denen rund 30.000 Arbeiter beschäftigt waren.
Am 9. Januar 1960 begann der Bau des Assuan-Staudamms mit einer Sprengung. Vier Jahre später wurde nach Abschluss des ersten Bauabschnitts erstmals Nilwasser zur Füllung des Stausees eingeleitet. Bei einer Zeremonie am 14. Mai 1964 betätigten Präsident Nasser und der sowjetische Partei- und Regierungschef Nikita Chruschtschow sowie die Staatspräsidenten Abd as-Salam Arif (Irak) und Abdullah as-Sallal (Jemenitische Arabische Republik) gemeinsam einen Schalter zur Sprengung eines Sandwalls, womit der Nil in das vorgesehene Becken umgeleitet wurde.

### Staudamm
Das Absperrbauwerk besteht aus einer gewaltigen Schotteraufschüttung mit einem Lehmdichtungskern und einem Betonmantel. Der Staudamm ist mehr als 3800 Meter lang und 111 Meter hoch, an der Sohle 980 Meter und an der Krone etwa 40 Meter breit.
Am westlichen Ende des Damms ragt ein Beton-Denkmal in Form einer Lotusblüte mit einem zentral angeordneten Zahnrad in die Höhe – als Zeichen der ägyptisch-sowjetischen Freundschaft. Eine Aussichtsplattform befindet sich hier in 74 Meter Höhe.

### Wasserkraftwerk

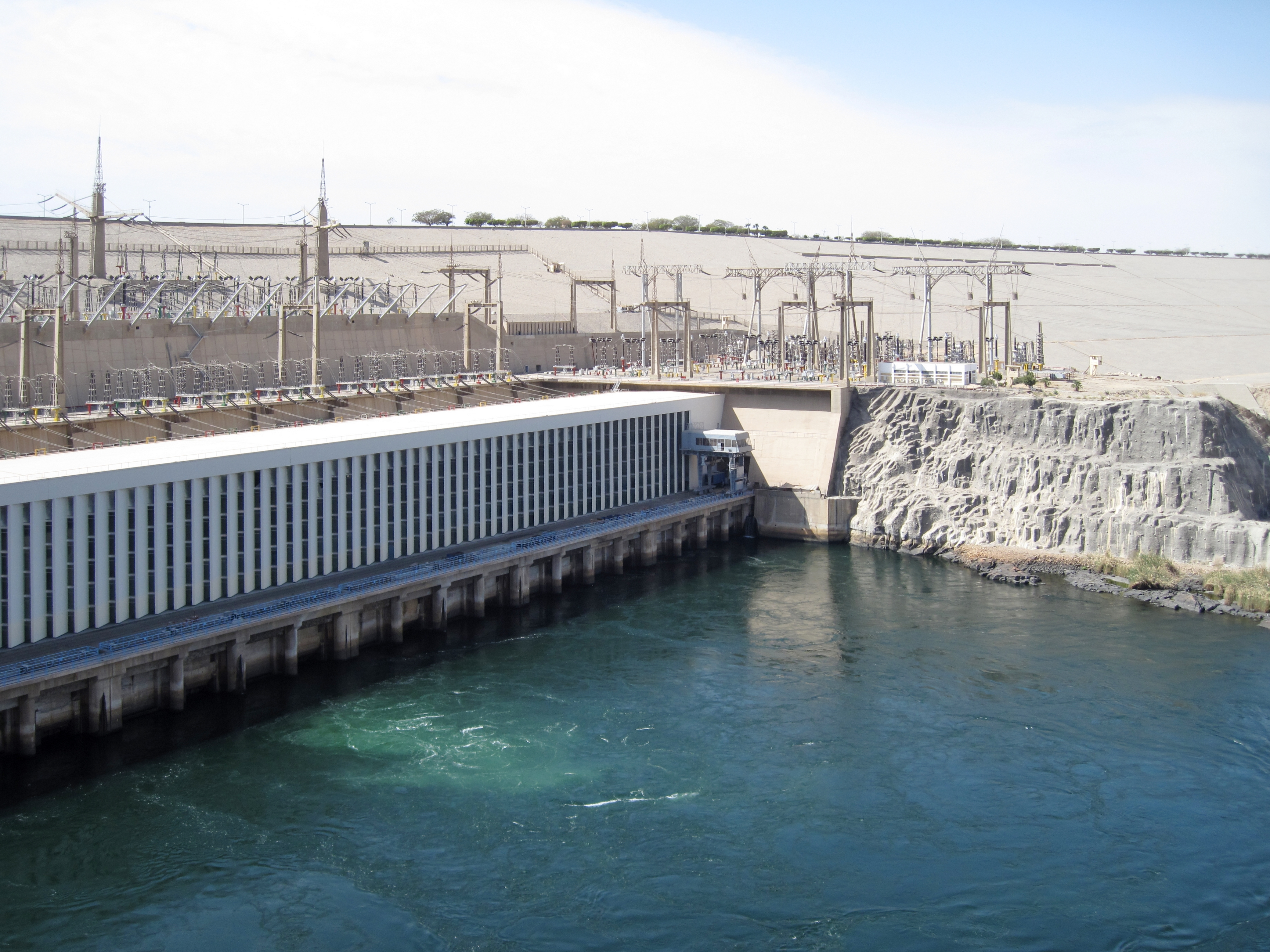
Blick auf die Kraftwerksanlage des Assuan-Hochdamms

Das Wasserkraftwerk verfügt über zwölf Francis-Turbinen mit einer maximalen Leistung von je 175 Megawatt, zusammen 2100 Megawatt. Der erzeugte Strom wird bis Kairo geleitet. Zur Zeit der Inbetriebnahme des Kraftwerkes lieferte es fast die Hälfte des Strombedarfs Ägyptens, heute beträgt sein Anteil immer noch 10 % der Stromerzeugung in Ägypten.

### Stausee

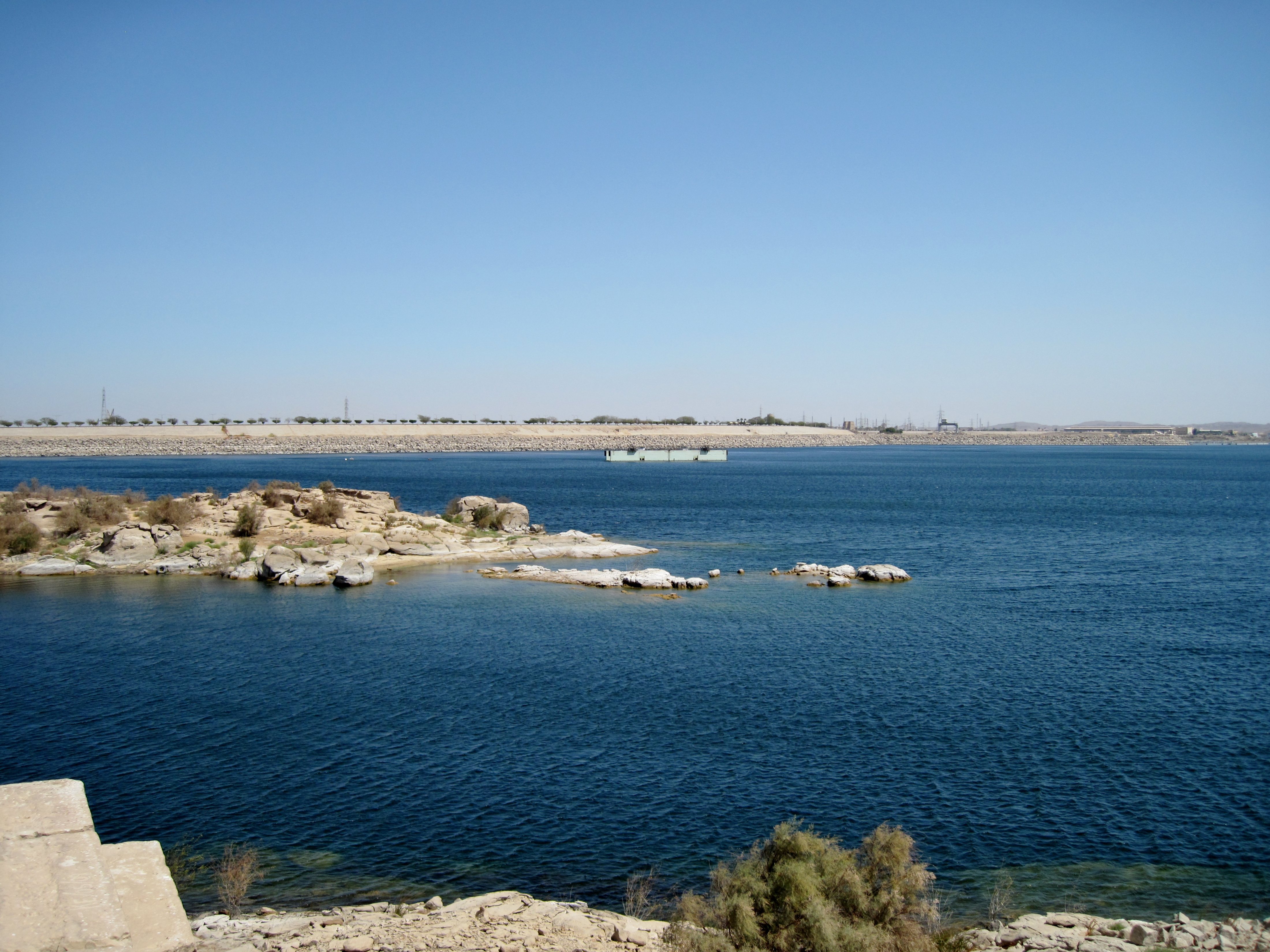
Südseite des Hochdamms am Nassersee

Der etwa 500 km lange Stausee ist nach Inhalt der drittgrößte der Erde und nach Fläche der siebtgrößte. Da die Flächenangaben von 5248 über 5500 und 5860 bis 6000 km² variieren, könnte er auch der drittgrößte Stausee sein. Siehe hierzu Liste der größten Stauseen der Erde.

### Ziele
Das primäre Ziel des Baus des Assuan-Hochdamms war es, Ägypten, seine Bevölkerung und seine Landwirtschaft vor den katastrophalen Folgen längerer Dürreperioden an den Quellflüssen des Nils zu bewahren, die eine außergewöhnlich niedrige Wasserführung des Nils und damit eine weiträumige Vertrocknung der bewässerten Felder zur Folge gehabt hätte. In gleicher Weise sollte das Niltal unterhalb des Dammes vor Schäden durch Hochwasser geschützt werden. Beide Ziele wurden erreicht. Während der extremen Dürre von 1984 bis 1985 konnte ein Abfluss von mehr als 53 km³ pro Jahr aufrechterhalten werden. Auch die hohen Fluten von 1975 und 1988 konnten ohne Schäden abgefangen werden.
Außerdem sollten die Landwirtschaft und der Aufbau einer Industrie durch den Staudamm gefördert werden.
Der Damm dient deshalb gleich mehreren Zwecken:
- Bevorratung großer Wassermengen, um in Trockenperioden die Wasserversorgung sicherzustellen, und Kontrolle der abfließenden Wassermengen, um bei starkem Hochwasser das Nilland zu schützen;
- Sicherung der Trinkwasserversorgung;
- Stromerzeugung;
- Verbesserung der Schiffbarkeit des Nils;
- Aufbau neuer Industrien.

Außerdem übernahm er zwangsläufig die Funktion der alten Assuan-Staumauer:
- Umstellung der restlichen, noch traditionell saisonweise bewässerten Flächen auf Dauerbewässerung, so dass statt der traditionellen einen Ernte überall zwei bis drei Ernten möglich wurden;
- Ausdehnung der landwirtschaftlichen Nutzflächen um 535.000 Hektar durch Bewässerung;
- Ausdehnung des Reis- und Zuckerrohranbaus, um teure Importe zu reduzieren.

## Verlegung der Tempelanlagen
Da das aufgestaute Wasser des Nils bedeutende Kulturdenkmäler des alten Ägypten bedrohte, wurden einige mit Hilfe der UNESCO in höhere Lagen umgesetzt. Berühmt wurden die Umsetzung des Tempels von Abu Simbel, des schon von der alten Staumauer überschwemmten Tempels von Philae sowie der Anlagen von Kalabscha und Amada.

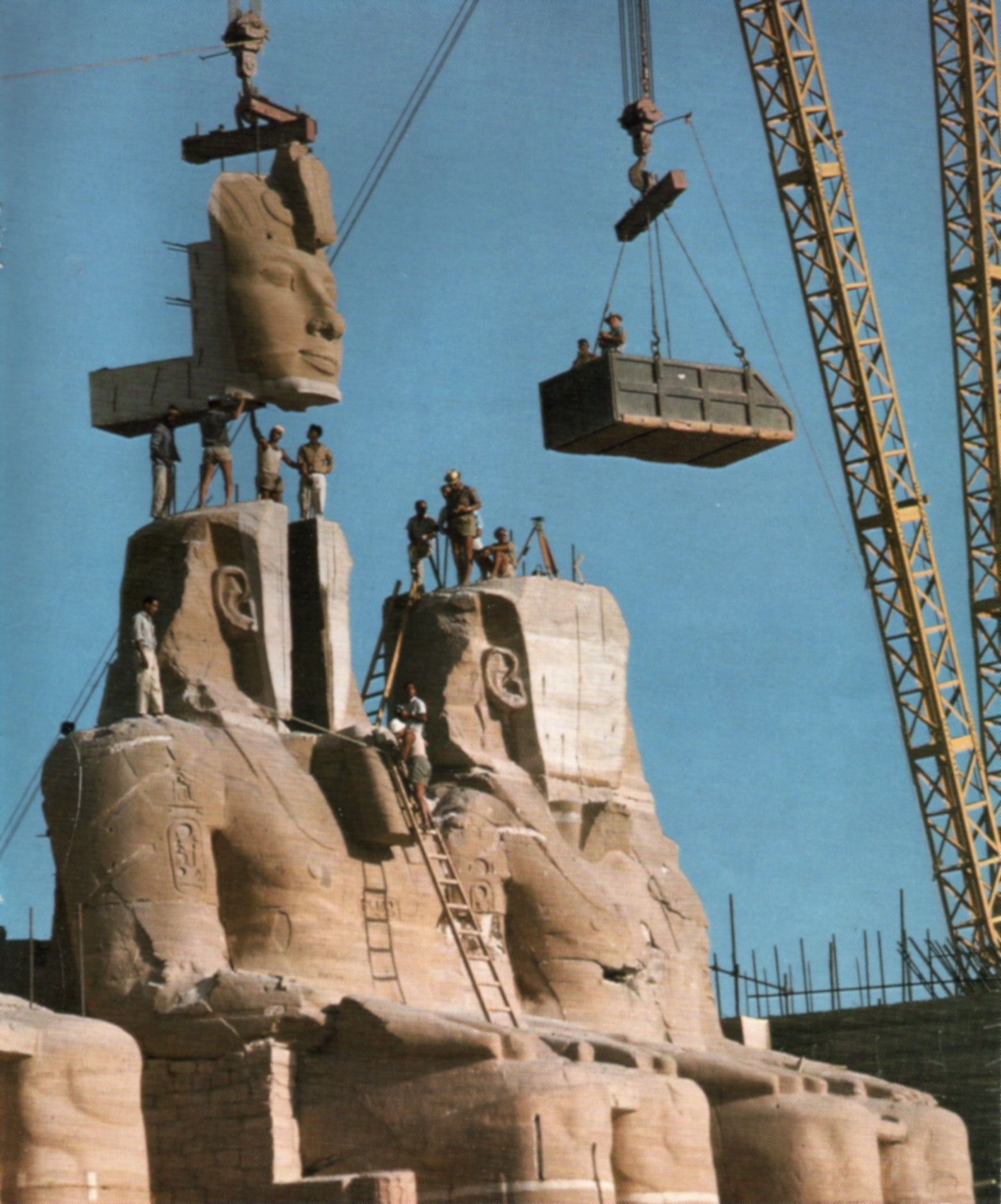
Umsetzung einer Statue Ramses II. aus Abu Simbel

Folgende Tempel wurden in anderen Ländern wiederaufgebaut:
- Tempel von Debod in Madrid
- Tempel von Dendur im Metropolitan Museum of Art in New York
- Tempel de Taphis im Rijksmuseum van Oudheden in Leiden
- Tempel von Ellesija im Museo Egizio in Turin

Folgende Anlagen wurden im Nationalmuseum Sudan in Khartum wiederaufgebaut:
- Tempel von Ramses II. aus Akscha
- Tempel von Hatshepsut aus Buhen
- Chnumtempel aus Kumma
- Grabkammer des nubischen Prinzen Djehuti-hotep aus Dibeira
- Tempel von Dedun und Sesostris III. aus Semna
- Granitsäulen der Kathedrale von Faras
- Ein Teil der Wandmalereien der Kathedrale von Faras; der andere Teil befindet sich im Nationalmuseum Warschau.

Viele andere Kulturgüter versanken in den Fluten.

## Probleme

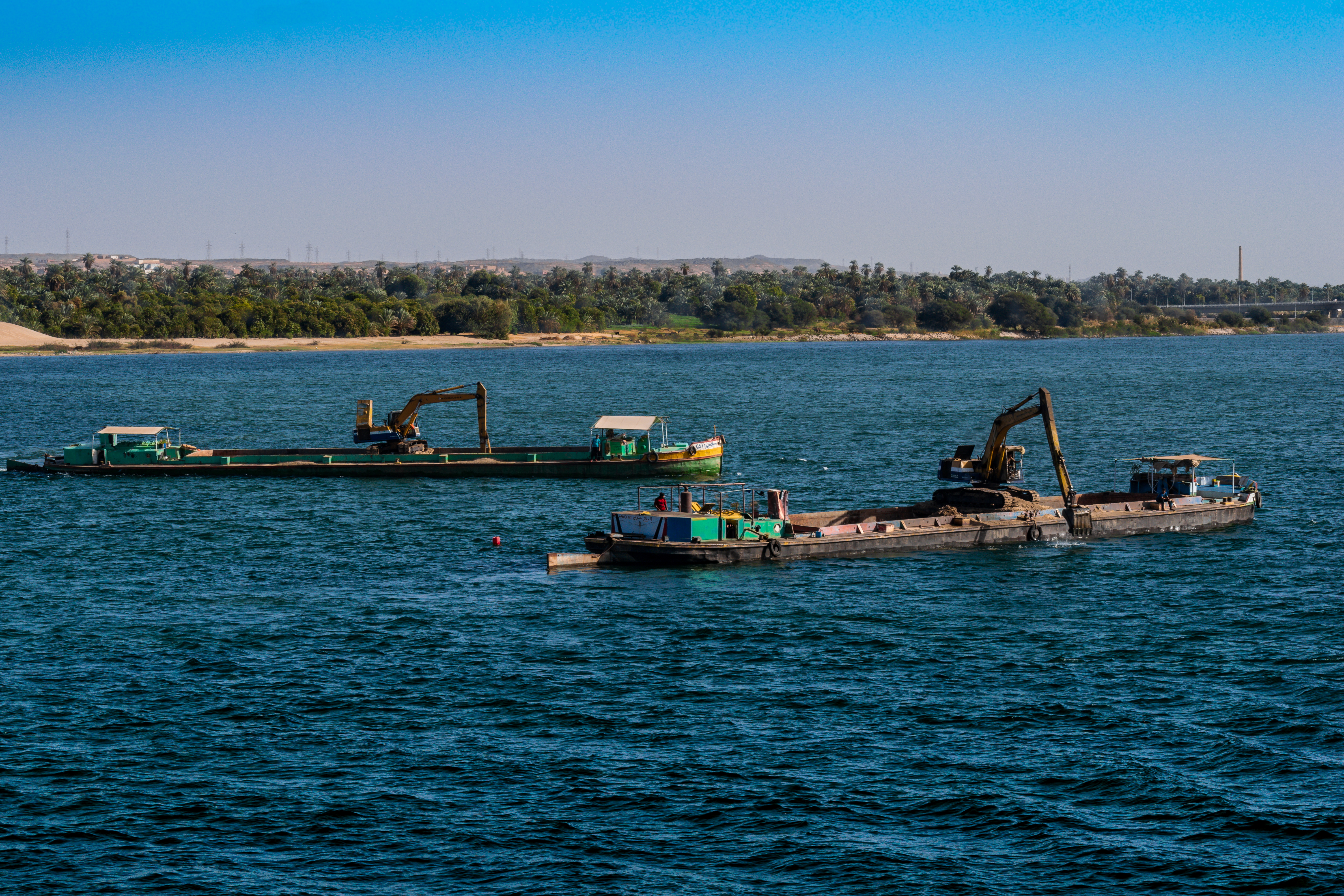
Baggerschiffe auf dem Nil nördlich des Assuan-Staudamms beim Sandaushub

Die Umsiedlung der hauptsächlich nubischen Bauern hat viel von der nubischen Kultur vernichtet.
Durch die fehlenden Nährstoffe im Wasser ist der Fischbestand ab Assuan drastisch zurückgegangen. Auch im östlichen Mittelmeer vor der ägyptischen Küste sanken die Fischfänge nach dem Bau des Damms um fast die Hälfte, haben sich aber wieder etwas erholt. Offen bleibt dabei, inwieweit der Rückgang der Erträge allein auf die Umstellung der landwirtschaftlichen Methoden in Ägypten zurückzuführen oder auch ein Aspekt der allgemeinen Überfischung des Mittelmeers ist. Andererseits entwickelte sich der Fischbestand im Nassersee.
Beklagt wird auch, dass der fruchtbare Nilschlamm der Landwirtschaft flussabwärts fehle. Allerdings spielt der Nilschlamm seit der unter Muhammad Ali Pascha (1805–1848 Vizekönig von Ägypten) begonnenen Umstellung der Bewässerungsmethoden am Nil auf ganzjährig betriebene Bewässerungskanäle eine immer geringfügigere Rolle. Beim Bau des Assuan-Dammes wurde bewusst in Kauf genommen, dass der Schlamm im Stausee verbleiben würde.
Die ebenfalls häufig angesprochene Versandung spielt zwar bei Stauseen am Blauen Nil eine Rolle, ist aber beim Assuan-Staudamm nicht relevant, da sie bei der Ermittlung des Stauvolumens berücksichtigt wurde und die Halbzeit der Nutzung des Stausees erst in Hunderten von Jahren erwartet wird. Seit dem Bau des Merowe-Staudamms im Sudan wird der Nilschlamm bereits dort zurückgehalten.
Es gab Befürchtungen, dass flussabwärts und vor allem im Nildelta Erosion ein großes Problem darstellen könnte, da durch den Mangel an Nilschlamm, der sonst vom Fluss dorthin transportiert wurde, Ackerland weggespült und Uferbefestigungen beschädigt würden. Jedoch wird der größte Teil des Nilwassers über Bewässerungskanäle geleitet, deren Wartung durch das Ausbleiben der Sedimente erleichtert wurde.
Die Fischbestände im Brackwasser des Nildeltas, wo ein Großteil des ägyptischen Fisches gefangen wurde, wurden durch das vordringende salzige Meerwasser geschädigt. Daneben gibt es eine signifikante Erosion entlang der Küsten des Nildeltas, da der vom Nil ins Meer gespülte Sand fehlt. Der Erosion muss durch entsprechende Maßnahmen begegnet werden.
Die in Ägypten seit jeher vor allem im Nildelta existierende Bilharziose-Gefahr wird durch verschiedenste Maßnahmen eingedämmt. Im Nassersee scheinen die die Krankheit übertragenden Wasserschnecken nicht leben zu können.
Durch den steigenden Grundwasserspiegel sind antike Monumente akut bedroht.